# ZARD Request Best 〜beautiful memory〜
『ZARD Request Best 〜beautiful memory〜』（ザード・リクエスト・ベスト・ビューティフル・メモリー）は、ZARDのベスト・アルバム。『Golden Best 〜15th Anniversary〜』に続き、2作目の2枚組ベスト・アルバムとなる。CDコードはJBCJ-9027〜28。

## 概要
- ボーカルの坂井泉水の「ZARD 坂井泉水さんを偲ぶ会」終了後の、2007年6月27日から、公式サイトによるファン投票でアルバムに収録する曲を募集を開始[2]。
- 発売発表当初は、仮タイトル「ZARD BEST〜Request Memorial〜 Ⅱ」として[2]、2007年秋発売予定と告知されていた[2]が、最終的に50万通もの応募が集まり、集計に時間を要したとの理由で一度発売延期となり[3]、改めて2008年1月23日の発売決定が告知された。投票の多かった上位30曲が2枚組に収録された。
- 前作「ZARD BEST〜Request Memorial〜」と異なり、曲順は順位通りではなく、アルバム全体を通しての流れを重視して決定したと、ZARDのディレクターである寺尾広がライナーノーツで述べている[4]。
- 「負けないで」「揺れる想い」などの過去のベストアルバムなどにも数多く収録されてきた人気楽曲は、2007年に開催された追悼ライブ『What a beautiful memory 2007』で披露されたライブ・バージョンを収録し、その他一部の楽曲も2008年版としてリアレンジしたバージョンを収録している。収録曲の半分以上の17曲がアルバム・カップリング収録曲（制作当時、WANDSのヴォーカルだった上杉昇との共作となった「雨に濡れて」も含む）である。
- 初めてオンエアされたバージョンのテレビCMでは、誤って「DAN DAN 心魅かれてく」（アルバム『TODAY IS ANOTHER DAY』収録曲）が収録曲リストの中に入っていたが、実際には収録されていない。すぐに「DAN DAN 心魅かれてく」をリストから削除し、訂正したバージョンのテレビCMに差し替えられた。また、この訂正前のCMでは、「揺れる想い」「心を開いて」「負けないで」のライブ音源が2007年9月6日の大阪フェスティバルホールでのライブ音源であることが表記されていた。
- 付属する斉田才によるライナーノーツでは、ZARDに「負けないで」など多くの楽曲を提供した織田哲郎に関し、「彼（織田哲郎）の行動等から（坂井泉水とは）人格的には反りが合わなかったかもしれない」、「（織田哲郎作品より）栗林誠一郎作品の方がしっくり来ていた」などと書かれているなど、否定的な内容が散見される。また同ライナーノーツでは、坂井自身が選曲した『Soffio di vento 〜Best of IZUMI SAKAI Selection〜』に織田の作品が1曲も収録されていないとあるが、実際のところ坂井は織田の作品を3曲選曲している。ただし、その3曲はアルバム制作時にスタッフにより削除されている。
- また、2ndシングル「不思議ね…」、26thシングル「新しいドア ～冬のひまわり～」が収録されているベストアルバムは今作のみである。

## 収録曲
- 詳細な説明は各項目を参照。
- ※ は『Golden Best 〜15th Anniversary〜』収録曲
- 作詞は坂井泉水が全て担当している。ただしDisc2の11曲目「雨に濡れて」はWANDSの上杉昇との共作。
- ★は「’07 Live Ver.」として、☆はリアレンジバージョンとして収録。

### Disc1
1. グロリアス マインド
  - 作曲：大野愛果　編曲：葉山たけし

43rdシングル。投票数5位となり、シングル発売からわずか1ヶ月半で収録されることになった。
アルバム初収録。
2. Ready,Go!
  - 作曲：川島だりあ　編曲：葉山たけし

14thシングル「Just believe in love」のカップリング曲。
3. 突然
  - 作曲：織田哲郎　編曲：葉山たけし

7thオリジナルアルバム『TODAY IS ANOTHER DAY』収録曲。FIELD OF VIEWの「突然」のセルフカバー。
ベストアルバム『ZARD BEST 〜Request Memorial〜』には若干ミックスの異なるバージョンが収録されたが、今作はオリジナルバージョンを収録。
4. 君に逢いたくなったら…
  - 作曲：織田哲郎　編曲：葉山たけし

20thシングル。本作には、セレクションアルバム『ZARD BLEND 〜SUN&STONE〜』に収録されていたミックスで収録されている。
5. ハイヒール脱ぎ捨てて
  - 作曲：栗林誠一郎　編曲：明石昌夫

6thオリジナルアルバム『forever you』収録曲。
ベストアルバム 『ZARD BLEND 〜SUN&STONE〜』では、イントロのサックスのヴォリューム、音色など楽器のバランスが変わっているが、今作はオリジナルバージョンを収録。
アルバム収録は、セレクションアルバム『ZARD BLEND 〜SUN&STONE〜』以来10年9ヶ月ぶり。
6. こんなに愛しても
  - 作曲：栗林誠一郎　編曲：明石昌夫

3rdシングル「もう探さない」のカップリング曲。ここではシングルバージョンが収録された。シングルバージョンはアルバム初収録。
アルバム収録は、セレクションアルバム『ZARD BLEND 〜SUN&STONE〜』以来10年9ヶ月ぶり。
7. 二人の夏
  - 作曲：栗林誠一郎　編曲：明石昌夫

4thオリジナルアルバム『揺れる想い』収録曲。
8. 明日もし君が壊れても☆
  - 作曲：大野愛果　編曲：葉山たけし

9thオリジナルアルバム『時間の翼』収録曲。WANDSの「明日もし君が壊れても」のセルフカバー。
葉山たけしのリアレンジで、オリジナルよりアコースティック色を強めたバージョン。
9. 君とのふれあい
  - 作曲：大野愛果　編曲：葉山たけし

11thオリジナルアルバム『君とのDistance』収録曲。
10. 時間の翼
  - 作曲：大野愛果　編曲：小林哲

10thオリジナルアルバム『止まっていた時計が今動き出した』収録曲。
11. かけがえのないもの
  - 作曲：大野愛果　編曲：小林哲

38thシングル。投票数3位（シングル曲では1位）。
12. 揺れる想い（'07 Live Ver.）★ ※
  - 作曲：織田哲郎　編曲：明石昌夫

8thシングルのライブバージョン。
13. 永遠（'07 Live Ver.）★ ※
  - 作曲・編曲：徳永暁人

22ndシングルのライブバージョン。
14. マイ フレンド（'07 Live Ver.）★ ※
  - 作曲：織田哲郎　編曲：葉山たけし

17thシングルのライブバージョン。
15. Don't you see!（'07 Live Ver.）★ ※
  - 作曲：栗林誠一郎　編曲：葉山たけし

19thシングルのライブバージョン。

### Disc2
1. 息もできない☆
  - 作曲：織田哲郎　編曲：葉山たけし

24thシングル。リアレンジバージョンを収録。ボーカルに掛かっていたエコーが外されており、自然な印象を受ける。
2. 新しいドア〜冬のひまわり〜
  - 作曲：北野正人　編曲：古井弘人

26thシングル。
3. Forever you
  - 作曲：織田哲郎　編曲：明石昌夫

6thオリジナルアルバム『forever you』収録曲。
4. あの微笑みを忘れないで
  - 作曲：川島だりあ　編曲：明石昌夫

3rdオリジナルアルバム『HOLD ME』収録曲。投票数1位で収録される（下記参照）。
5. 不思議ね…
  - 作曲：織田哲郎　編曲：明石昌夫

2ndシングル。アルバム収録は、2ndオリジナルアルバム『もう探さない』以来17年ぶり。
6. 淡い雪がとけて
  - 作曲：寺尾広　編曲：徳永暁人

39thシングル「今日はゆっくり話そう」のカップリング曲。
7. フォトグラフ☆
  - 作曲・編曲：徳永暁人

8thオリジナルアルバム『永遠』収録曲。ミックスがバンドサウンドを意識したものとなり、コーラスを新たに加えている。
8. hero☆
  - 作曲：大野愛果　編曲：葉山たけし

9thオリジナルアルバム『時間の翼』収録曲。葉山たけしによるリアレンジバージョンを収録。オリジナル版よりドラマチックな世界観のアレンジを施したバージョン。
9. Love is Gone☆
  - 作曲：綿貫正顕　編曲：葉山たけし

23rdシングル「My Baby Grand 〜ぬくもりが欲しくて〜」のカップリング曲。
葉山たけしによるリアレンジバージョンを収録。構成も間奏ののち最後に2番のサビを繰り返すものに変えられ、全体的に柔らかめのアレンジが施されている。
10. Season
  - 作曲：栗林誠一郎　編曲：葉山たけし

4thオリジナルアルバム『揺れる想い』収録曲。
11. 雨に濡れて
  - 作曲：栗林誠一郎　編曲：明石昌夫

【ZYYG,REV,ZARD＆WANDS featuring 長嶋茂雄】名義で発売したシングル「果てしない夢を」のカップリング曲。今回は5thオリジナルアルバム『OH MY LOVE』に収録されたセルフカバーバージョンを収録。
12. 心を開いて（'07 Live Ver.）★ ※
  - 作曲：織田哲郎　編曲：池田大介

18thシングルのライブバージョン。
13. 少女の頃に戻ったみたいに（'07 Live Ver.）★
  - 作曲：大野愛果　編曲：池田大介

25thシングル「運命のルーレット廻して」のカップリング曲のライブバージョン。投票数2位。
ピアノのみの演奏で、ワンコーラス（1番）のみ。
14. 君がいない（'07 Live Ver.）★ ※
  - 作曲：栗林誠一郎　編曲：明石昌夫

7thシングルのライブバージョン。
15. 負けないで（'07 Live Ver.）★ ※
  - 作曲：織田哲郎　編曲：葉山たけし

6thシングルのライブバージョン。

## 封入特典

### 初回生産分のみ
- ZARD 17 th Anniversary カレンダー（これにはジャケット写真としては極めて少ない「カメラ目線の写真」が使用されている。）

### 初回生産分以外にも封入
- DVD ZARD Memorial medley from 2007 LIVE “What a beautiful memory”
揺れる想い～グロリアス マインド～負けないで
（2007年 LIVE "What a beautiful memory"で使用された秘蔵映像からのセレクト映像、この一部は第58回NHK紅白歌合戦でも放送された。）
- 全ディスコグラフィー付ライナーノーツ

## 投票結果
公式サイトのニュースで紹介された順位。※ は『Golden Best 〜15th Anniversary〜』収録曲
- 1位　：あの微笑みを忘れないで（3rd アルバム「HOLD ME」収録）
- 2位　：少女の頃に戻ったみたいに（25th シングル「運命のルーレット廻して」c/w）
- 3位　：かけがえのないもの（38th シングル）
- 4位　：永遠（22nd シングル）※
- 5位　：グロリアス マインド（43rd シングル）
- 6位　：心を開いて（18th シングル）※
- 7位　：負けないで（6th シングル）※
- 8位　：揺れる想い（8th シングル）※
- 9位　：君とのふれあい（11th アルバム「君とのDistance」収録）
- 10位 ：君がいない（7th シングル）※
- 11位 ：雨に濡れて（5th アルバム「OH MY LOVE」収録　※原曲は「果てしない夢を」c/w）
- 12位 ：君に逢いたくなったら…（20th シングル）
- 13位 ：マイ フレンド（17th シングル）※
- 14位 ：不思議ね…（2nd シングル）
- 15位 ：息もできない（24th シングル）
- 16位 ：新しいドア〜冬のひまわり〜（26th シングル）
- 17位 ：Don't you see!（19th シングル）※
- 18位 ：淡い雪がとけて（39th シングル「今日はゆっくり話そう」c/w）
- 19位 ：hero（9th アルバム「時間の翼」収録）
- 20位 ：フォトグラフ（8th アルバム「永遠」収録）
- 21位 ：Love is Gone（23rd シングル「My Baby Grand 〜ぬくもりが欲しくて〜」c/w）
- 22位 ：Ready，Go!（14th シングル「Just believe in love」c/w）
- 23位 ：Season（4th アルバム「揺れる想い」収録）
- 24位 ：二人の夏（4th アルバム「揺れる想い」収録）
- 25位 ：ハイヒール脱ぎ捨てて（6th アルバム「Forever you」収録）
- 26位 ：Forever you（6th アルバム「Forever you」収録）
- 27位 ：突然（7th アルバム「TODAY IS ANOTHER DAY」収録）
- 28位 ：時間の翼（10th アルバム「止まっていた時計が今動き出した」収録 ※未完成版は9th アルバム「時間の翼」収録）
- 29位 ：明日もし君が壊れても（9th アルバム「時間の翼」収録）
- 30位 ：こんなに愛しても（3rd シングル「もう探さない」c/w）

- 31位 ：サヨナラは今もこの胸に居ます （16th シングル）※